# Europa Cup i ishockey 1969-70
Europa Cup 1969-70 var den femte udgave af Europa Cup'en i ishockey, arrangeret af International Ice Hockey Federation, og turneringen med deltagelse af 16 hold blev spillet i perioden fra september 1969 til 10. oktober 1970.
Turneringen blev vundet af HK CSKA Moskva fra Sovjetunionen, som i den rent sovjetiske finale besejrede HK Spartak Moskva.

## Format og hold
De nationale mestre i sæsonen 1968-69 i IIHF's medlemslande i Europa kunne deltage i turneringen, sammen med den forsvarende mester, HK CSKA Moskva. Turneringen blev afviklet som en cupturnering, hvor hvert opgør blev spillet over to kampe, idet holdene mødtes på både hjemme- og udebane. Opgørene blev afgjort i form at summen af de to resultater, og hvis stillingen var uafgjort, blev opgøret afgjort i straffeslagskonkurrence umiddelbart efter den anden kamp.
| - HC Gröden - EC Klagenfurter AC - Leksands IF - Helsingfors IFK - Esbjerg IK - EV Füssen - SHC Saint Gervais - HC La Chaux-de-Fonds | - Újpesti Dózsa SC - HK CSKA Sofia - Podhale Nowy Targ - HK Jesenice - SG Dynamo Weißwasser - ASD Dukla Jihlava - HK Spartak Moskva (sovjetisk mester) - HK CSKA Moskva (forsvarende mester) |

## Resultater

### Første runde
| Datoer | Datoer | Hjemmehold i 1.kamp | Hjemmehold i 2.kamp  | Total | 1.kamp | 2.kamp |
| ------ | ------ | ------------------- | -------------------- | ----- | ------ | ------ |
| 4.10.  |        | HC Gröden           | EC Klagenfurter AC   | 5−11  | 4−6    | 1−5    |
|        |        | Leksands IF         | Helsingfors IFK      | 9−9   | 8−2    | 1−7    |
|        |        | Esbjerg IK          | EV Füssen            | 3−15  | 1−6    | 2−9    |
| 13.9.  | 26.9.  | SHC Saint Gervais   | HC La Chaux-de-Fonds | 0−14  | 0−6    | 0−8    |
| 22.10. | 29.10. | Újpesti Dózsa SC    | HK CSKA Sofia        | 9−8   | 4−5    | 5−3    |
|        |        | Podhale Nowy Targ   | HK Jesenice          | 12−6  | 10−2   | 2−4    |

### Anden runde
| Datoer | Datoer | Hjemmehold i 1.kamp | Hjemmehold i 2.kamp  | Total | 1.kamp | 2.kamp |
| ------ | ------ | ------------------- | -------------------- | ----- | ------ | ------ |
| 6.11.  | 11.11. | EC Klagenfurter AC  | Újpesti Dózsa SC     | 12−6  | 8−3    | 4−3    |
| 23.11. | 25.11. | EV Füssen           | HC La Chaux-de-Fonds | 2−3   | 1−1    | 1−2    |
|        |        | Leksands IF         | SG Dynamo Weißwasser | 12−7  | 7−3    | 5−4    |
| 12.11. | 25.11. | ASD Dukla Jihlava   | Podhale Nowy Targ    | 16−5  | 11−1   | 5−4    |

### Kvartfinaler
| Datoer | Datoer | Hjemmehold i 1.kamp  | Hjemmehold i 2.kamp | Total | 1.kamp | 2.kamp |
| ------ | ------ | -------------------- | ------------------- | ----- | ------ | ------ |
| 5.12.  | 6.12.  | EC Klagenfurter AC   | ASD Dukla Jihlava   | 6−15  | 4−7    | 2−8    |
| 11.9.  | 12.9.  | HC La Chaux-de-Fonds | Leksands IF         | 2−13  | 1−8    | 1−5    |

### Semifinaler
I semifinalerne trådte de forsvarende mestre, HK CSKA Moskva, og de sovjetiske mestre HK Spartak Moskva, ind i turneringen.
| Datoer | Datoer | Hjemmehold i 1.kamp | Hjemmehold i 2.kamp | Total | 1.kamp | 2.kamp |
| ------ | ------ | ------------------- | ------------------- | ----- | ------ | ------ |
| 16.9.  | 18.9.  | Leksands IF         | HK CSKA Moskva      | 3−12  | 2−6    | 1−6    |
| 16.9.  | 19.9.  | ASD Dukla Jihlava   | HK Spartak Moskva   | 5−12  | 3−4    | 2−8    |

### Finale
| Datoer | Datoer | Hjemmehold i 1.kamp | Hjemmehold i 2.kamp | Total | 1.kamp | 2.kamp |
| ------ | ------ | ------------------- | ------------------- | ----- | ------ | ------ |
| 8.10.  | 10.10. | HK Spartak Moskva   | HK CSKA Moskva      | 8−10  | 3−2    | 5−8    |